# Zombrus nigripes
Zombrus nigripes är en stekelart som först beskrevs av Cameron 1906.  Zombrus nigripes ingår i släktet Zombrus och familjen bracksteklar. Inga underarter finns listade i Catalogue of Life.